# Campeonato Mundial de Atletismo Sub-20 de 2018 - 3000 m com obstáculos feminino
A prova dos 3000 metros com obstáculos feminino do Campeonato Mundial de Atletismo Sub-20 de 2018 ocorreu entre os dias 10 e 13 de julho no Estádio de Tampere  em Tampere, na Finlândia. 

## Recordes
Antes desta competição, os recordes mundiais e do campeonato nesta prova eram os seguintes:
|     | Nome                        | Nacionalidade | Tempo   | Local     | Data                |
| --- | --------------------------- | ------------- | ------- | --------- | ------------------- |
| WJR | Celliphine Chepteek Chespol | Quênia        | 8:58.78 | Eugene    | 26 de maio de 2017  |
| CR  | Celliphine Chepteek Chespol | Quênia        | 9:25.15 | Bydgoszcz | 22 de julho de 2016 |
| WJL | Celliphine Chepteek Chespol | Quênia        | 9:01.82 | Paris     | 30 de junho de 2018 |

Os seguintes recordes mundiais ou do campeonato foram estabelecidos durante esta competição: 
| Data        | Evento | Nome                        | Nacionalidade | Tempo   | Notas                 |
| ----------- | ------ | --------------------------- | ------------- | ------- | --------------------- |
| 13 de julho | Final  | Celliphine Chepteek Chespol | Quênia        | 9:12.78 | Recorde do campeonato |

## Medalhistas
| Ouro                     | Prata                 | Bronze                    |
| Celliphine Chespol (KEN) | Peruth Chemutai (UGA) | Winfred Mutile Yavi (BHR) |

## Cronograma
Todos os horários são locais (UTC+2).
| Data        | Hora  | Evento  |
| ----------- | ----- | ------- |
| 10 de julho | 09:30 | Bateria |
| 13 de julho | 20:45 | Final   |

## Resultados

### Bateria
Qualificação: Os 3 primeiros de cada bateria (Q) e os 6 tempos mais rápidos (q). 
| Posição | Bateria | Atleta                    | Nacionalidade  | Tempo    | Notas                |
| ------- | ------- | ------------------------- | -------------- | -------- | -------------------- |
| 1       | 3       | Peruth Chemutai           | Uganda         | 9:34.34  | Q                    |
| 2       | 1       | Celliphine Chespol        | Quénia         | 9:45.60  | Q                    |
| 3       | 3       | Mercy Chepkurui           | Quénia         | 9:50.05  | Q                    |
| 4       | 2       | Winfred Mutile Yavi       | Bahrein        | 9:52.23  | Q                    |
| 5       | 3       | Etalemahu Sintayehu       | Etiópia        | 9:52.92  | Q,                   |
| 6       | 1       | Montanna McAvoy           | Austrália      | 9:59.67  | Q,                   |
| 7       | 2       | Agrie Belachew            | Etiópia        | 9:59.95  | Q,                   |
| 8       | 1       | Manami Nishiyama          | Japão          | 10:02.89 | Q,                   |
| 9       | 1       | Derya Kunur               | Turquia        | 10:05.60 | q, NJR               |
| 10      | 3       | Lisa Oed                  | Alemanha       | 10:07.79 | q,                   |
| 11      | 1       | Lisa Vogelgesang          | Alemanha       | 10:08.17 | q                    |
| 12      | 2       | Kristlin Gear             | Estados Unidos | 10:09.08 | Q                    |
| 13      | 1       | Alice Hill                | Estados Unidos | 10:09.15 | q,                   |
| 14      | 2       | Brielle Erbacher          | Austrália      | 10:09.43 | q,                   |
| 15      | 1       | Grace Fetherstonhaugh     | Canadá         | 10:09.60 | q                    |
| 16      | 1       | Famke Heinst              | Países Baixos  | 10:12.42 |                      |
| 17      | 3       | Astrid Snäll              | Finlândia      | 10:12.67 | Recorde pessoal      |
| 18      | 3       | Ikram Ouaaziz             | Marrocos       | 10:13.97 | Recorde pessoal      |
| 19      | 1       | Jenipher Contois          | França         | 10:15.89 | Recorde pessoal      |
| 20      | 1       | Sandra Šrut               | Croácia        | 10:19.80 | NJR                  |
| 21      | 2       | Parami Wasanthi Maristela | Sri Lanka      | 10:20.12 | NJR                  |
| 22      | 2       | Andrea Kolbeinsdóttir     | Islândia       | 10:21.26 | NJR                  |
| 23      | 2       | Jasmijn Bakker            | Países Baixos  | 10:24.28 |                      |
| 24      | 2       | Ludovica Cavalli          | Itália         | 10:24.41 | Recorde pessoal      |
| 25      | 2       | Laura Dickinson           | Canadá         | 10:24.64 | Recorde da temporada |
| 26      | 3       | Emilie Renaud             | França         | 10:27.56 |                      |
| 27      | 2       | Tian Wanhua               | China          | 10:28.52 |                      |
| 28      | 1       | Tíra Pavuk                | Hungria        | 10:31.40 | Recorde pessoal      |
| 29      | 2       | Holly Page                | Grã-Bretanha   | 10:35.36 |                      |
| 30      | 2       | Salla Laukkanen           | Finlândia      | 10:36.38 | Recorde pessoal      |
| 31      | 2       | Yonca Kutluk              | Turquia        | 10:36.97 | Recorde pessoal      |
| 32      | 2       | Anna Mark Helwigh         | Dinamarca      | 10:37.59 |                      |
| 33      | 1       | June Arbeo                | Espanha        | 10:38.52 |                      |
| 34      | 3       | Sibylle Häring            | Suíça          | 10:38.85 |                      |
| 35      | 3       | Yuka Nosue                | Japão          | 10:39.24 |                      |
| 36      | 3       | Boglárka Mógor            | Hungria        | 10:43.79 |                      |
| 37      | 3       | Marwa Bou Ghanmi          | Tunísia        | 10:44.23 |                      |
| 38      | 3       | Linda Palumbo             | Itália         | 10:44.68 |                      |
| 39      | 1       | Clara Macarena Baiocchi   | Argentina      | 10:44.92 |                      |
| 40      | 3       | Karin Gošek               | Eslovénia      | 10:57.31 |                      |

### Final
A prova final foi realizada no dia 13 de julho às 20:45. 
| Posição           | Atleta                | Nacionalidade  | Tempo    | Notas                 |
| ----------------- | --------------------- | -------------- | -------- | --------------------- |
| Medalha de ouro   | Celliphine Chespol    | Quénia         | 9:12.78  | Recorde do campeonato |
| Medalha de prata  | Peruth Chemutai       | Uganda         | 9:18.87  |                       |
| Medalha de bronze | Winfred Mutile Yavi   | Bahrein        | 9:23.47  |                       |
| 4                 | Mercy Chepkurui       | Quénia         | 9:43.65  |                       |
| 5                 | Agrie Belachew        | Etiópia        | 9:44.79  | Recorde da temporada  |
| 6                 | Ethlemahu Sintayehu   | Etiópia        | 9:50.96  | Recorde pessoal       |
| 7                 | Alice Hill            | Estados Unidos | 9:57.04  | Recorde pessoal       |
| 8                 | Lisa Oed              | Alemanha       | 9:57.45  | Recorde pessoal       |
| 9                 | Manami Nishiyama      | Japão          | 10:00.49 | Recorde pessoal       |
| 10                | Kristlin Gear         | Estados Unidos | 10:00.99 |                       |
| 11                | Grace Fetherstonhaugh | Canadá         | 10:02.28 |                       |
| 12                | Derya Kunur           | Turquia        | 10:03.46 | NJR                   |
| 13                | Montanna McAvoy       | Austrália      | 10:06.37 |                       |
| 14                | Lisa Vogelgesang      | Alemanha       | 10:07.67 |                       |
| 15                | Brielle Erbacher      | Austrália      | 10:16.84 |                       |

Legenda
| Recorde mundial       | Recorde mundial (World record)               |                       | Recorde africano                      | Recorde africano (African) |                                           | Q | Classificado por posição (Qualified) |
| Recorde do campeonato | Recorde do campeonato (Championship record)  | Recorde da América    | Recorde da América (Americas)         | q                          | Classificado por melhor tempo (Qualified) |   |                                      |
| Melhor marca do ano   | Melhor marca do ano (World leading)          | Recorde asiático      | Recorde asiático (Asian)              | DNS                        | Não largou (Did not start)                |   |                                      |
| Recorde nacional      | Recorde nacional (National record)           | Recorde europeu       | Recorde europeu (European)            | DNF                        | Não terminou (Did not finish)             |   |                                      |
| Recorde pessoal       | Recorde pessoal do atleta (Personal best)    | Recorde da Oceania    | Recorde da Oceania (Oceania)          | DSQ / DQ                   | Desclassificado (Disqualified)            |   |                                      |
| Recorde da temporada  | Recorde da temporada do atleta (Season best) | Recorde sul-americano | Recorde sul-americano (South America) | NM                         | Sem marca (No mark)                       |   |                                      |